# Natação artística no Campeonato Mundial de Esportes Aquáticos de 2022 - Combinação rotina livre
A prova da combinação rotina livre é um dos eventos da natação artística do Campeonato Mundial de Esportes Aquáticos de 2022 foi realizada entre os dias 18 a 20 de junho, em Budapeste, na Hungria.

## Medalhistas
| Ouro | Prata | Bronze |
| Ucrânia · Maryna Aleksiiva · Vladyslava Aleksiiva · Olesia Derevianchenko · Marta Fiedina · Veronika Hryshko · Sofiia Matsiievska · Daria Moshynska · Anhelina Ovchynnikova · Anastasiia Shmonina · Valeriya Tyshchenko | Japão · Moka Fujii · Moe Higa · Asaka Hosokawa · Yuka Kawase · Moeka Kijima · Hikari Suzuki · Akane Yanagisawa · Mashiro Yasunaga · Megumu Yoshida · Rie Yoshida | Itália · Domiziana Cavanna · Linda Cerruti · Costanza Di Camillo · Costanza Ferro · Gemma Galli · Marta Iacoacci · Marta Murru · Enrica Piccoli · Federica Sala · Francesca Zunino |

## Cronograma
Todos os horários são locais (UTC+2). 
| Data        | Hora  | Evento        |
| ----------- | ----- | ------------- |
| 18 de junho | 10:00 | Eliminatórias |
| 20 de junho | 16:00 | Final         |

## Resultados
| Pos.              | Nacionalidade | Eliminatória | Eliminatória | Final   | Final |
| Pos.              | Nacionalidade | Pontos       | Pos.         | Pontos  | Pos.  |
| ----------------- | ------------- | ------------ | ------------ | ------- | ----- |
| Medalha de ouro   | Ucrânia       | 93.9333      | 1            | 95.0333 | 1     |
| Medalha de prata  | Japão         | 92.8333      | 2            | 93.5667 | 2     |
| Medalha de bronze | Itália        | 90.9667      | 3            | 92.0333 | 3     |
| 4                 | Grécia        | 86.9333      | 4            | 88.2000 | 4     |
| 5                 | Israel        | 85.5333      | 5            | 85.9667 | 5     |
| 6                 | Reino Unido   | 83.5333      | 6            | 84.6333 | 6     |
| 7                 | Cazaquistão   | 81.1333      | 7            | 82.6333 | 7     |
| 8                 | Hungria       | 78.7333      | 8            | 80.4667 | 8     |
| 9                 | Brasil        | 78.7333      | 8            | 80.3333 | 9     |
| 10                | Tailândia     | 67.5000      | 10           | 68.5667 | 10    |